# Rhythm + Jews
Albums de The Klezmatics
Shvaygn = Toyt Jews With Horns
Rhythm + Jews est le deuxième album du groupe de musique klezmer, The Klezmatics, sorti en 1990 sur le label Rounder/Umgd.

## Titres de l'album
1. Fun Tashlikh
2. NY Psycho Freylekhs
3. Di sapozhkelekh
4. Clarinet yontev
5. Araber tants
6. Di zun vet aruntergeyn
7. Tsiveles bulgar
8. Violin doyna
9. Honikzaft
10. Bulgar à la Klezmatics
11. Shnirele, perele
12. Der yidisher soldat in di trentshes
13. Bukoviner freylekhs
14. Buhusher khosid
15. Terkish-Bulgarish